# Aleksándr Cherviakov
Aleksandr Grigórievich Cherviakov (Aliaksandr Charviakou, Bielorruso: Аляксандр Рыгоравіч Чарвякоў, Aliaksandr Ryhoravič Čarviakoŭ en ruso: Александр Григорьевич Червяков; 25 de febrero de 1892, Dujorka - Minsk  16 de junio de 1937) fue un revolucionario y político soviético. Siendo uno de los fundadores de la República Socialista Soviética de Bielorrusia, se convirtió en el dirigente del Partido Comunista de la RSS de Bielorrusia. También fue el primer presidente del Consejo de Comisarios del Pueblo de la República Socialista Soviética de Bielorrusia, a principios de la década de 1920, cuando se llevó a cabo la política de korenización, en la que trabajó para establecer una universidad local bielorrusa, preservar los artefactos culturales y proteger los monumentos históricos.
Se unió al bando bolchevique en mayo de 1917, y empezó de inmediato a conseguir poder en el grupo. Fue nombrado presidente del Comité Militar Revolucionario de Minsk en 1920, y debido a aquel cargo, estuvo involucrado en la creación de la Unión Soviética. Fue elegido como uno de los primeros cuatro presidentes del Comité Ejecutivo Central de la URSS el 30 de diciembre de 1922 cuando se formó la Unión de Repúblicas Socialistas Soviéticas. Ocupó ese cargo hasta que fue acusado de "actividades antisoviéticas" y se suicidó el 16 de junio de 1937. Fue exonerado póstumamente durante el Deshielo de Jrushchov en 1957.

## Biografía
Nació el 25 de febrero de 1892 (8 de marzo en el calendario gregoriano), en Dujorka, ubicado la gobernación de Minsk del Imperio ruso, en una familia de campesinos. Se graduó en el Instituto de Profesores de Vilnius en 1915, y en la Escuela Militar Aleksandrov en 1916. Sirvió en el ejército ruso entre 1915 y 1917. Fue enviado a Petrogrado , donde debía realizar un curso en una escuela de ametralladoras, llegando a la ciudad el 28 de febrero de 1917. Se unió a las filas del PCR(b) en mayo de 1917 y tomó parte activa en el levantamiento bolchevique en Petrogrado, y más tarde se convirtió en uno de los fundadores y líderes del Partido Obrero Socialdemócrata de Rusia.
El 13 de febrero de 1918 fue nombrado Comisario de Asuntos Bielorrusos en el Comisariado del Pueblo de Nacionalidades de la RSFS de Rusia. El 1 de enero de 1919, Cherviakov, junto con otros miembros del Gobierno Provisional Revolucionario de Obreros y Campesinos de Bielorrusia, firmó el Manifiesto sobre la proclamación de la República Soviética Socialista de Bielorrusia. También ocupó el cargo de Comisario del Pueblo de Educación de la República Socialista Soviética Lituano-Bielorrusa (enero de 1919 - 31 de julio de 1920) durante la corta existencia de dicha república.
Con la restauración del poder soviético en Bielorrusia en 1920, Cherviakov fue nombrado presidente del Comité Revolucionario Provincial de Minsk y luego del Comité Revolucionario de la RSS de Bielorruso. Fue designado presidente en del Comité Ejecutivo Central Panbielorruso el 18 de diciembre de 1920, así como Presidente del Consejo de Comisarios del Pueblo de la RSS de Bielorrusia del 18 de diciembre de 1920 al 17 de marzo de 1924.
El 30 de diciembre de 1922, en la proclamación del Tratado de Creación de la URSS, durante la primera sesión del recién creado Comité Ejecutivo Central de la Unión Soviética este eligió a Cherviakov, así como a Mijaíl Kalinin, Grigori Petrovski y Narimán Narimánov como copresidentes del Comité Ejecutivo Central de la URSS. Miembro del Buró Central del Comité Central del Partido Comunista (bolchevique) de Bielorrusia (25 de noviembre de 1920 - 10 de enero de 1924), del Buró Provisional Bielorruso del Comité Central del PCR (b) (4 de febrero de 1924 - 14 de mayo de 1924), del Comité Central del Partido Comunista (bolchevique) de Bielorrusia (14 de mayo de 1924 - 16 de junio de 1937), del Buró del Comité Central del Partido Comunista (bolchevique) de Bielorrusia (29 de noviembre de 1927 - 16 de junio de 1937). Fue presidente de la sociedad “Abajo el analfabetismo”.
En el XVI Congreso del Partido Comunista (Bolchevique) de Bielorrusia (del 10 al 19 de junio de 1937) fue duramente criticado por la insuficiente labor destinada a destruir a los “enemigos del pueblo”. El 16 de junio, durante un receso en el congreso, se pegó un tiro en su oficina. Según la versión oficial, se suicidó “por motivos personales y familiares”. Fue enterrado en el Cementerio Militar de la ciudad de Minsk